# طينطان
الطَّيْنِطَان مقاطعة موريتانية تتبع ولاية الحوض الغربي، وتبعد حوالي 750 كم إلى الشرق من العاصمة نواكشوط وعلى مقربة من الحدود المالية، وتتبع لها 8 بلديات هي: حاسي عبد الله والدفعة وأقرقار وعين فربة وعوينات الطل - أطويل - الحريجات إضافة إلى بلدية الطينطان المركزية، ويقع المقر السابق لمقاطعة الطينطان المدينة وسط أحد الأودية الكبيرة التي تحيط بها قبل أن تعرضت المقاطعة لفيضانات جارفة ألحقت بها أضراراً كبيرة سنة 2007 مـ، ليتم اتخاذ قرار حكومي بترحيل المدينة إلى مكان مرتفع إلى الناحية الجنوبية من المدينة القديمة، وقد بدأت هذه المقاطعة، المعروفة بحيوية النشاط التجاري بكل أنواعه، تستعيد بريقها بعد تقدم بناء السوق المركزي في المدينة الجديدة وتقسيم بعض القطع الأرضية لصالح السكان. ويعد نادي البيان الثقافي  على فيسبوك.أهم إطار شبابي مهتم بنشر الثقافة ورفع مستوى الوعي لدى ساكنة الطينطان. بلغ عدد سكانها 21 736 نسمة في عام 2013 مـ.